# Österäng
Österäng är en småort i Forshems socken i Götene kommun.
Orten är belägen med närhet till sjön Vänern.  
I byn finns en bygdegårdsförening  En knapp kilometer utanför orten finns gårdssamlingen Klingetorp.
Österäng är hållplats på Kinnekullebanan.